# Enneagram
Enneagrammet er et psykologisk og filosofisk system, der bruges til at forstå personlighedstyper og motivationsmønstre. Det består af en cirkel med ni punkter, der repræsenterer forskellige personlighedstyper eller "enneatyper". Hver enneatype har unikke karaktertræk, motivationer, styrker og svagheder.
Den grundlæggende idé bag enneagrammet er, at hver enneatype udvikler sig ud fra en kernefortrængning eller kernefrygt, som former deres adfærd og interaktioner med verden. Enneatyperne er nummereret fra 1 til 9 og repræsenterer forskellige strategier, som enkeltpersoner bruger til at håndtere deres kernefrygt og opnå sikkerhed og selvrealisering.
Enneagrammet bruges ofte som et redskab til personlig udvikling, kommunikation og konfliktløsning. Ved at forstå ens egen enneatype og andres enneatyper kan man få indsigt i sine egne styrker, svagheder og motivationsmønstre samt forbedre forståelsen og samarbejdet med andre. Det er vigtigt at bemærke, at enneagrammet er komplekst, og at hver enneatype kan udvikle sig og manifestere sig på forskellige måder afhængigt af individets livserfaringer og modning. Enneagrammet præsenteres også som et et persontypeværktøj på linje med erhvervslivets persontypetest fx MBTI og Belbin.

## De ni typer
Her er en kort oversigt over de ni enneatyper:
1. Reformatoren / Perfektionisten (Type 1): Stræber efter perfektion og retfærdighed. De er ofte selvkritiske og har høje standarder, både for sig selv og andre.
2. Hjælperen (Type 2): Er omsorgsfuld og hjælpsom over for andre. De søger ofte anerkendelse og værdsættelse gennem deres gavmildhed og service.
3. Præstationsorienteret / Succesorienteret (Type 3): Ambitiøs og målrettet. De stræber efter succes og anerkendelse og er ofte dygtige til at tilpasse sig forskellige situationer for at nå deres mål.
4. Individualisten / Romantikeren (Type 4): Følsom og kreativ. De søger dybde og mening i livet og værdsætter autenticitet og unikhed.
5. Analytikeren / Observatøren (Type 5): Analytisk og nysgerrig. De søger viden og forståelse og foretrækker ofte at observere snarere end at deltage aktivt.
6. Loyalisten (Type 6): Ansvarsbevidst og loyal. De har tendens til at være bekymrede og søger sikkerhed og støtte fra andre.
7. Entusiasten / Optimereren (Type 7): Livlig og eventyrlysten. De søger efter glæde og spænding og har tendens til at undgå smerte og ubehag.
8. Udfordreren / Lederen (Type 8): Selvsikker og magtfuld. De søger kontrol og retfærdighed og er ofte beskyttere af dem, de holder af.
9. Fredsmægleren / Harmonisereren (Type 9): Fredelig og venlig. De søger harmoni og undgår konflikt ved at tilpasse sig andre og undertrykke deres egne behov.

Disse beskrivelser er grundlæggende og giver et overblik over hver enkelt enneatype. Det er vigtigt at huske, at enneagrammet er nuanceret, og at hver enkelt enneatype kan udvikle sig og manifestere sig på forskellige måder afhængigt af individets livserfaringer og modning.

## Personlighedsstruktur og vækstmulighed
Inden for enneagrammet har hver enkelt enneatype en unik personlighedsstruktur, der omfatter forskellige træk, adfærdsmønstre, motivationsmønstre og reaktioner på stress og tryghed. Disse strukturer er baseret på den grundlæggende frygt og kernefølelse, som hver enneatype oplever. 
En af nøgleaspekterne af enneagrammet er dets fokus på personlig vækst og udvikling. Hver enkelt enneatype har potentiale til at udvikle sig til et sundere og mere integreret individ ved at arbejde med deres kernefrygt og inddrage aspekter af andre enneatyper i deres personlighed. 
For eksempel, en Type 1 (Reformatoren / Perfektionisten), der typisk er præget af en stærk indre kritiker og et behov for perfektion, kan vækste ved at arbejde med at give slip på overkontrol og tillade sig selv at være mere fleksibel og medfølende over for sig selv og andre. På samme måde kan en Type 7 (Entusiasten / Optimereren), der har tendens til at undgå smerte og ubehag gennem distraktion og spændingssøgning, vækste ved at lære at være mere til stede og håndtere svære følelser.
Vækst inden for enneagrammet indebærer ofte at udvikle et mere nuanceret og fleksibelt forhold til ens egen personlighedstype og at inddrage sundere aspekter af andre enneatyper. Dette kan føre til større selvindsigt, empati, autenticitet og personlig tilfredshed.
Vækst inden for enneagrammet er en kontinuerlig proces, der kræver tålmodighed, refleksion og engagement. Det indebærer ofte at udfordre og bevæge sig ud over ens komfortzone samt at være åben for forandring og personlig udvikling. Ved at arbejde med ens personlighedsmønstre på en bevidst og intentionel måde kan man opnå større selvrealisering, autenticitet og tilfredshed i livet.

## Historie
Oprindelsen af enneagrammet som symbolsk system er ikke helt klar, og der er forskellige teorier om dets historie. 
Nogle mener, at enneagrammet har sine rødder i den sufiske tradition, en mystisk gren af islam. Ifølge denne teori blev enneagrammet brugt af sufier til at repræsentere de ni personlighedstyper og de ni ego-fikseringer.
En anden teori er, at enneagrammet stammer fra kristen spiritualitet og blev brugt af tidlige kristne mystikere som en vej til personlig vækst og åndelig fordybelse. Denne teori antyder, at enneagrammet blev brugt som et symbolsk redskab til at forstå Guds natur og menneskets sjæls udvikling.
En af de mest indflydelsesrige figurer i udbredelsen af enneagrammet i moderne tid er den armenske mystiker G.I. Gurdjieff, der hævdede at have lært systemet under sine rejser i det østlige og centrale Asien. Gurdjieff introducerede enneagrammet som et redskab til personlig udvikling og selvopdagelse i sit arbejde med elever i det 20. århundrede.
I 1960'erne og 1970'erne udviklede den bolivianske lærer Oscar Ichazo og den amerikanske psykiater Claudio Naranjo en psykologisk model baseret på enneagrammet. De tilføjede psykologiske og terapeutiske elementer til systemet og bidrog til at popularisere det som et redskab til selvudvikling og terapi.
Uanset dets oprindelse har enneagrammet gennemgået en betydelig udvikling og tilpasning gennem århundrederne og har fundet anvendelse i en bred vifte af kontekster, herunder spiritualitet, psykologi, lederskabsudvikling og personlig vækst. Det betragtes ofte som et værdifuldt redskab til at forstå personlighedstyper og motivationsmønstre og til at fremme selvindsigt og personlig udvikling.

## Anvendelsesområder
Enneagrammet anvendes i en række forskellige områder og discipliner til personlig udvikling, teamudvikling, lederskabsudvikling, terapi og mere. Nedenfor er nogle af de vigtigste områder, hvor enneagrammet anvendes. Disse er blot nogle af de vigtigste anvendelsesområder for enneagrammet, men det kan tilpasses og anvendes på mange forskellige måder afhængigt af de specifikke behov og mål i en given situation:

### Personlig udvikling
Måske det mest almindelige anvendelsesområde for enneagrammet er personlig udvikling. Mennesker bruger enneagrammet som et redskab til at få dybere selvindsigt, forstå deres motivationsmønstre og adfærd, og arbejde med at udvikle sundere og mere integrerede aspekter af deres personlighed.

### Terapi og coaching
Enneagrammet anvendes af terapeuter, psykologer og coacher som et redskab til at hjælpe klienter med at forstå deres personlighedsdynamikker, håndtere stress og konflikter, og arbejde mod personlig vækst og selvrealisering.

### Teamudvikling og organisationsudvikling
Inden for teamudvikling og organisationsudvikling bruges enneagrammet til at forbedre kommunikationen, samarbejdet og produktiviteten i teams og organisationer. Det hjælper med at skabe større forståelse for forskellige personlighedsdynamikker og motivationsmønstre og fremmer et mere harmonisk og effektivt arbejdsmiljø.

### Lederskabsudvikling
Ledere og ledelsesteams bruger enneagrammet til at udvikle deres ledelseskompetencer, forstå deres ledelsesstil og styrker samt identificere områder, hvor de kan udvikle sig yderligere som ledere. Det giver også indsigt i, hvordan man bedre kan lede og motivere forskellige typer medarbejdere.

### Konfliktløsning
Enneagrammet anvendes også til konfliktløsning og konflikthåndtering ved at hjælpe parter med at forstå de underliggende årsager til konflikter og finde fælles grund for forsoning og samarbejde.

### Spirituel praksis
Nogle mennesker bruger enneagrammet som et redskab til åndelig vækst og selvrealisering ved at forstå deres personlighedsmønstre i et åndeligt perspektiv og bruge denne indsigt til at fordybe deres spirituelle praksis.

## Ekstern henvisning
- Hjemmeside om enneagram Arkiveret 28. januar 2011 hos  Wayback Machine
- Gratis enneagram test Arkiveret 8. februar 2011 hos  Wayback Machine